# 1569
1569 (MDLXIX) a fost un an comun al calendarului iulian, care a început într-o zi de sâmbătă.

## Nașteri
- 28 martie: Ranuccio I Farnese, Duce de Parma (d. 1622)
- 18 octombrie: Giambattista Marini, poet italian (d. 1625)

## Decese
- 13 martie: Ludovic I de Bourbon, 38 ani, fondatorul casei de Condé (n. 1530)
- 18 septembrie: Pieter Bruegel cel Bătrân, 43 ani, pictor flamand (n.c. 1525)